# Pedro Zamora
Pedro Pablo Zamora y Díaz (San Miguel del Padrón, 29 de febrero de 1972 - Miami, 11 de noviembre de 1994) fue un profesor cubano-estadounidense, conocido por su activismo respecto a la homosexualidad y el sida, enfermedad que le ocasionó la muerte. Realizó testimonios al respecto en colegios, universidades y ante el Congreso de los Estados Unidos y su vida fue expuesta a millones de personas alrededor del mundo en el programa de la cadena MTV, The Real World: San Francisco en 1994. El Presidente estadounidense Bill Clinton acreditó Zamora con la personalización y la humanización de aquellos portadores del virus de la inmunodeficiencia humana.

## Biografía
Originario del barrio de Diezmero, San Miguel del Padrón, en los suburbios de La Habana, Pedro Zamora llegó a Miami en el 1980 entre las decenas de emigrados denominados balseros. Cuando tenía 13 años, su madre murió del cáncer y a los 17 años lo diagnosticaron como portador del VIH. 
Después de mantener durante un año en silencio su enfermedad, y de atravesar una profunda depresión y autoabandono, le llamaron del Hialeah High School, para que realizase y presentase ante los alumnos de los últimos cursos un informe sobre sida. 
Su entrega, conocimientos y la respuesta de los asistentes a las charlas, impresionaron tanto a su profesor que le animó a realizar más charlas y ponencias sobre ese tema en otros centros educativos. Desde ese momento, su enfermedad pareció adquirir repentinamente un significado y un propósito, encontrando el muchacho una salida para su cólera. Los pedidos para que diese charlas y conferencias empezaron a llegar en tropel, adquiriendo una dimensión que le obligó a dejar su trabajo y centrarse en esa nueva tarea. Donde más impacto tenía, tal vez por su juventud, era en las escuelas, donde acostumbraba repartir preservativos y hablar con absoluta claridad y libertad. 
El centro de su mensaje era su afirmación de que había adquirido el virus por practicar sexo sin protección y con toda sinceridad afirmaba que no llegaría a los 30 años. Aún no había cumplido los 21 cuando ya estaba viajando a través de todo el país hablando del sida, dirigiéndose al Congreso y atendiendo a decenas de cuartelas, centros de reclutamiento, colectivos juveniles y todo tipo de entidades que requiriesen sus presencia y oratoria. 
Pedro Zamora apareció en numerosos programas de televisión, incluyendo el programa de la presentadora Oprah Winfrey, y posteriormente en The Real World: San Francisco de MTV. 
En enero de 1994 fue seleccionado en un casting para entrar en el popular reality Show seriado The Real Word de la emisora MTV. Repentinamente el gran público conocía a alguien de carne y hueso que tenía sida. El programa de audiencia nacional permitió que su mensaje llegase a millones de personas, constituyéndose en una plataforma para la educación sanitaria en ese aspecto, y lo que era más importante, que millones de americanos empezasen a conocer algo tan grave como era el sida, que hasta entonces apenas se consideraba una enfermedad esporádica.
La serie también narró su relación con Sean Sasser, un educador sanitario. Él y Sasser intercambiaron votos en The Real World (1994), siendo la primera vez que ocurría algo así en televisión americana. La pantalla mostró una ceremonia de intercambio de anillos entre Pedro y Sean, mostrándose sin tapujos una relación gay abierta, afectiva y plagada de amor, lo que asimismo marcó otro hito en la TV estadounidense.
El show finalizó sus grabaciones en julio de ese año.
Pedro cayó enfermo irrecuperablemente en agosto de 1994, escapándose a ratos del hospital en Nueva York para grabar para la CBS. Fue llevado al Hospital San Vicente y diagnosticado con "Leucoencefalopatía multifocal progresiva", una enfermedad del cerebro que afecta aproximadamente al 5% de los enfermos de sida.
Sobre el 15 de octubre fue ingresado en el Hospital Mercy de Miami, donde entró en coma. 
Poco antes de su muerte, con la ayuda del Presidente Clinton, tres de sus hermanos y una hermana pudieron emigrar de Cuba para estar a su lado. Tener el apoyo de su familia era algo que Pedro siempre deseaba, comentó su hermana a los periodistas tras el fallecimiento.

## Legado y tributo
La cruzada de cinco años en contra del sida emprendida por Pedro finalizó el viernes 11 de noviembre, casualmente el día siguiente se emitía el episodio final de "The Real World" en MTV. 
No obstante, su lucha por la información y difusión de los peligros mortales de VIH continúa a través de una Fundación en EUA que lleva su nombre. Así mismo la calle SW 59th Street de Miami lleva su nombre "Pedro Zamora Way” en su memoria.
El caricaturista y compañero de Zamora en la serie Judd Winick, publicó la novela "Pedro and Me", una cronología de sus experiencias con Pedro durante y después de su aparición en el programa de MTV, publicada en el 2000, que ganó numerosos premios.